# Gyenesdiás
Gyenesdiás Zala vármegyei nagyközség  a Keszthelyi járásban. A településen polgárőrség működik.

## Fekvése
A Keszthelyi-öböl északi partján fekszik, közvetlenül Keszthely mellett és Hévíztől 8 kilométerre keletre, szép természeti környezetben. Északról a Keszthelyi-hegység, délről a Balaton határolja.
A közvetlenül határos települések: észak felől Vállus, kelet felől Vonyarcvashegy, nyugat felől pedig Keszthely. Balatoni vízterületei révén határos dél felől Balatonberénnyel és Balatonszentgyörggyel is. Északkeleti irányban egy rövid, külterületi szakaszon határos még Balatongyörökkel is.

### Megközelítése, közlekedése

#### Közút
A településen kelet-nyugati irányban keresztülhúzódik a Balaton északi partján végigfutó 71-es főút, ez a legfontosabb közúti elérési útvonala.
Autóbusz-közlekedése sűrű, mivel több, Keszthely felől induló elővárosi, helyközi és távolsági járat érinti a települést, de emellett a keszthelyi 1-es jelzésű helyi járat is kitér a község felé.

#### Vasút
A hazai vasútvonalak közül a Balatonszentgyörgy–Tapolca–Ukk-vasútvonal érinti, melynek két megállója van a határai között: Balatonszentgyörgy vasútállomás felől előbb Alsógyenes megállóhely, amely a belterület délnyugati szélén létesült, és közúton csak önkormányzati utakon érhető el, majd Gyenesdiás megállóhely, a délkeleti falurészben, aminek közúti elérését a 71 343-as számú mellékút biztosítja.
A Tapolca és Keszthely között közlekedő személyvonatokon kívül több távolsági járat is megáll a két megállóhelyen, így a település vasúti összeköttetésben áll Celldömölkkel, Szombathellyel, Kaposvárral és Péccsel, valamint nyáron Sopronnal is.

## Története
Gyenesdiás területén a legkorábbi leletek az újkőkorszakból valók. Az 1. századtól fontos római szálláshellyé vált, majd avarok költöztek ide. Az itt megtalált középavar sír volt az első ilyen régészeti lelet az egész Kárpát-medencében.
A középkorban az első, a mai nagyközség területén létrejött település Falud volt, amely valószínűleg már a 11. században is állt a mai Gyenesdiás északnyugati határában. Első temploma 1333-ból való, amely egyben az első írásos említését is jelentette a falunak. 1408-tól a rezi vár tulajdonát képezte, majd 1427-ben a Pethő családhoz került, amely egyben a település Keszthelyhez való erős kötődését is maga után vonta.
1548-ban a török felégette a települést, majd 1564-től folyamatosan adóztatta, így a lakosság száma megcsappant, 1686-ra teljesen elnéptelenedett.
1696-ban Falud szőlőhegyén egy új település tűnt fel: Gyenes. A 18. század során Falud és Gyenes a Festetics család birtokába került. A század végére Gyenes már jelentős községgé alakult, majd az 1820-as években már működő hegyközség volt, amely a ma is megfigyelhető Alsó- és Felsőgyenesre oszlott. 1826-ban épült a településen a volt faludi templom köveiből a ma műemlék Szent Ilona-kápolna.
Gyenesdiás keleti részén a középkorban Diás falu feküdt, amelynek első említése 1341-ből való. A település az 1530-as évekre már csak nemesi telkekből állt, területének nagy része szőlős. A 17. században már hegyközség, elsősorban keszthelyi gazdák műveltek itt szőlőt.
Gyenes és Diás 1840-ben egyesült, így létrejött az önálló önkormányzattal bíró Gyenesdiás, amely 1871-ben kapott önálló iskolát. A település lakossága még a 20. század elején is szinte kizárólag mezőgazdaságból élt.
A község modernizációja 1945 után zajlott le, melynek egyik legfontosabb lépése 1954-ben a strandfürdő megépítése volt. Azóta az idegenforgalom vált a település fő jövedelemforrásává.

## Címer
Álló, kerek talpú pajzs. A vörös pajzsfőt sátorosan osztja a kék pajzsmező, amelyben (felső vágásában háromszor ívelt) zöld alsó pólya helyezkedik el. Mindkét vörös mezőben egy-egy arany rózsás kereszt lebeg. A kék pajzsmezőben pedig, a pólya felett, két hatágú ezüst csillag között aranyló, leveles szőlőfürt lebeg. A pajzstalp közepében, benyúlva a pólya felső ívéig, háromágú, arany szigony emelkedik. A pajzsot jobbról aranyló termésű tölgyfalomb, balról arany virágú mandulaág övezi.

### A címer jelképrendszere
Az élet vörös színében a két arany rózsás kereszt az egykori – a római kortól datálható – és a mai eleven hitéletre mutat. A két kereszt egyben jelképezi az egykor két települést (és templomait), Gyenest és Diást, melyek 1840-ben történt egyesítésével jött létre Gyenesdiás.
A zöld, felső vágásában háromszor ívelt pólya utal e jellegzetes balatonfelvidéki terület domborzati viszonyaira, az egyes halmok felidézik Gyenesdiás településelődeit (Falud, Gyenes és Diás falvakat), de közvetve – a magyar címer egy elemének, a hármashalomnak beemelésével – kifejezi a lakosság identitástudatát, nemzeti érzületét is.
Az aranyló szőlőfürt megjeleníti a neves – kétezer évre visszanyúló – szőlőkultúrát, idézi a hajdani hegyközségi életet csakúgy, mint a borászat mai eredményeit.
A csillagok, a magyar néphit szerint felhívják a figyelmet a neves ősökre („akiknek csillaga van”). Gondolhatunk akár a 660 körül itt elhantolt avar vezérre, akár az egykori birtokos gersei Pető család tagjaira. akik vagy félszázadig a vármegye (akkor Zala) főispánjai voltak, akár a Festetics grófokra, akik közül három is (Kristóf, György, László) jelentős szerepet játszott a falvak életében, vagy a község kiváló szülötteire.
Az aranyos szigony Neptunusz tengeristent és vele a klasszikus hagyományokat idézi fel, szimbolizálja az itt nagy múltra és eleven hagyományokra tekintő halászatot és az aranyló nyári verőfényben az „isteni” vízi életet, strandolást, vitorlázást, pihentető kikapcsolódást a „magyar tenger” kékjében.
A tölgyfalomb a természeti táj őshonos növényének részlete, amely emlékeztet a település lakóinak évezredes helytállására, hősi halottaira és áldozataira, a virágzó mandulaág jelzi az itt honos mandulafát, egyben – Janus Pannonius kedvelt költői témájaként – pedig az élet teljességét, a szorgalom gyümölcseként dús termést ígérő munkálkodást jelképezi.

## Közélete

### Polgármesterei
- 1990–1994: Szalóki Jenő (független)[4]
- 1994–1998: Szalóky Jenő (független)[5]
- 1998–2002: Szalóki Jenő (független)[6]
- 2002–2006: Szalóki Jenő (független)[7]
- 2006–2010: Gál Lajos (független)[8]
- 2010–2014: Gál Lajos (független)[9]
- 2014–2019: Gál Lajos (független)[10]
- 2019–2024: Gál Lajos (független)[11]
- 2024– : Gál Lajos (független)[1]

## Népesség
A település népességének változása:
| Lakosok száma | 3568 | 3635 | 3650 | 3760 | 3967 | 3920 | 3939 |
|               | 2013 | 2014 | 2015 | 2021 | 2022 | 2023 | 2024 |

A 2011-es népszámlálás idején a nemzetiségi megoszlás a következő volt: magyar 91,23%, német 5,79%, cigány 0,21%, szlovák 0,18%. A lakosok 58,1%-a római katolikusnak, 3,55% reformátusnak, 2,34% evangélikusnak, 12,28% felekezeten kívülinek vallotta magát (22,72% nem nyilatkozott).
2022-ben a lakosság 85,4%-a vallotta magát magyarnak, 6,3% németnek, 0,2% ukránnak, 0,2% szlováknak, 0,2% cigánynak, 0,1-0,1% szerbnek, görögnek és románnak, 4% egyéb, nem hazai nemzetiségűnek (12% nem nyilatkozott; a kettős identitások miatt a végösszeg nagyobb lehet 100%-nál). Vallásuk szerint 45,3% volt római katolikus, 3,6% református, 1,5% evangélikus, 0,4% ortodox, 0,3% görög katolikus, 0,9% egyéb keresztény, 1,2% egyéb katolikus, 8,6% felekezeten kívüli (38,1% nem válaszolt).

## Nevezetességei
A három szintes Festetics-kilátóból körpanoráma nyílik a Keszthelyi-öbölre, illetve a Keszthelyi-fennsík völgyek szabdalta hullámos felszínére. A Festetics család után elnevezett, 235 méter magasan található kilátót 2000-ben építették újjá, amely az erdei kirándulóközpont, a Nagymező nyugati széléről induló gyalogösvényen érhető el. Az erdei tisztáson tűzrakó helyek, padok-asztalok, esőbeálló, sportpálya, drótkötél csúszda várja a természetbe vágyókat. Kellemes sétával érhető el innen mindkét kőbánya, melyeket a kitermelés befejezése óta a természet nagyrészt már visszahódított. A bányagödör  tetejéről gyönyörű kilátás nyílik a Balatonra, az óriási kráter aljába lesétálva pedig érdemes kipróbálni a hely akusztikáját is.

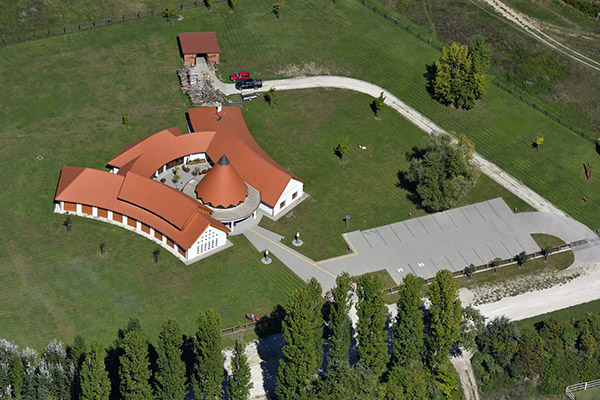
Gyenesdiás, Természet Háza Látogatóközpont - légi fotó

A Nagymezőről könnyen megközelíthető az Erdei tornapálya, az 1300 méter hosszú 16 állomásos gyakorlópálya, ahol játékos formában, jó levegőn tesztelhetjük erőnlétünket. Gyalogtúrák egyik célja lehet a Gyenesdiási Vadlány-lik, a Keszthelyi-riviéra egyik barlangja. Ritka természeti képződmény a szél által kivájt, szobányi méretű üreg, amely egy széleróziós kőfülke, melyet mesterségesen tovább bővítettek. 1900 körül nagy valószínűséggel titkos pálinkafőző helyként használták. A Ló-hegycsoport dombját, melynek oldalában megbújik a sziklaodú, több mint 80 éves fekete fenyves borítja.
A túlnyomórészt felső triász dolomitból felépülő Keszthelyi-fennsík változatos élővilágát mutatja be a Dolomit tanösvény. Igen sok élőhelytípus megtalálható a hegységben, különlegesen gazdag, egyedi értékeket is tartalmazó flórával és faunával. Az ösvényen tovább haladva a Fénykereszthez jutunk, ahonnan szép panoráma tárul elénk.
A falutól északra mintegy két kilométernyire, a Büdöskúti-völgy és a Pajta-völgy találkozásánál áll az ország legnagyobb bükkfája.
A 2014-ben megnyílt Természet Háza látogatóközpont szintén a Keszthelyi-fennsík növény- és állatvilágát, természeti értékeit mutatja be interaktív látványelemekkel, fotóillusztrációkkal, akusztikus és vizuális effektekkel és élethű diorámákkal színesített kiállítás formájában.
A közel 160 éves Kerámiaház vályogból épült, restaurációjára 1992-ben került sor. A régi falakra új tetőszerkezet került a régihez hasonlóan nádból. Külső megjelenésében a ház a Balaton parti népi építészet emlékeit őrzi. A mai napig lakóházként és üzletként üzemel. Magyarország legjelentősebb fazekashagyományokkal rendelkező régióiból származó (mezőtúri, herendi, dombóvári) kerámia dísz- és használati tárgyakkal várják az érdeklődőket, továbbá előzetes bejelentkezésre a korongozást is kipróbálhatják az érdeklődők.
Gyenesdiás Európa egyik legöregebb boronapincéjével büszkélkedhet. A 17. században épült boronapince a népi építészet eredeti darabja, igazi kuriózum, mestergerendáján az 1644-es évszám rajzolódik ki. A 2012-ben felújított pince és udvara nyitva a nagyközönség előtt is: a kis szőlészeti-borászati kiállítás mellett borozóként és rendezvényhelyszínként (Darnay Pince és Pajtabisztró) is működik jelenleg.
A Pásztorház tipikus népi építészeti emlék, a 19. század közepén épült, mint a község csordásának szolgálati lakása. Jelenleg közösségi kézművesházként működik. Pásztorház biztosít helyet annak az állandó avar kiállításnak, ahol a korabeli avar temetkezési szokásokat és az avar vezér sírját eredeti formában mutatják be.
Köztéri szobrok Túri Török Tibor munkája nyomán: Kárpáti János, Oppel Imre, Palkó Sándor, Darányi Béla és Hun vitéz mellszobrok

## Hírességek
- Talabér János (Gyenesdiás, 1825 – Nagykanizsa, 1899), költő
- Gödörházy Antal (1830? – 1880?), vándortanító
- Kárpáti János (1865. Cegléd – 1953. Gyenesdiás), kántortanító, a Fürdőegylet megalapítója
- Darnay (Dornyay) Béla dr. (Keszthely, 1887 – Budapest, 1965) tanár, honismereti kutató.
- Hernád Tibor (Nagytarcsa, 1921 – Veszprém, 2006) evangélikus lelkész.
- Jánosy István (Besztercebánya, 1919 – Gyenesdiás, 2006), író, költő, műfordító, evangélikus lelkész.
- Szalóky Jenő (Adorjánháza, 1948. január 22. –) könyvtárvezető, ny. polgármester
- Szathmáry József (Jászárokszállás, 1953. augusztus 25.  – ) festőművész
- Fodor Mátyás (Gyenesdiás ) néptáncos [18][19]

## Külső hivatkozások
- Gyenesdiás nagyközség honlapja
- Gyenesdiás turisztikai honlapja